# Saint-Rémy (Dordogne)
Saint-Rémy (auch: Saint-Rémy-sur-Lidoire) ist eine französische Gemeinde mit 502 Einwohnern (Stand 1. Januar 2022) im Département Dordogne in der Region Nouvelle-Aquitaine; sie gehört zum Arrondissement Bergerac und zum Kanton Pays de Montaigne et Gurson.

## Bevölkerungsentwicklung
| Jahr                       | 1962 | 1968 | 1975 | 1982 | 1990 | 1999 | 2006 | 2016 |
| Einwohner                  | 386  | 359  | 355  | 338  | 358  | 353  | 420  | 508  |
| Quellen: Cassini und INSEE |      |      |      |      |      |      |      |      |